# 變狼術
在民間傳說裡，變狼術（lycanthropy）是一種能將人類變成狼的妖術。這個名詞源於古希臘語的「lykánthropos (λυκάνθρωπος): , lýkos」（狼）和「, ánthrōpos」（人）。這個字也可以指將某人變成狼或狼人的行為。
一般來說，變狼術（lycanthropy）常用來指人化身成任何動物的變形，雖然較精確的用詞為半人半獸（therianthropy）。
從民族詞源學（folk-etymology）來看，變狼術可以追溯到古羅馬詩人奧維德（Ovid）筆下的古希臘國王呂卡翁（Lycaon）。根據奧維德的變形記，呂卡翁為了測試宙斯的神力,他將自己的一個兒子宰殺欲哄騙宙斯吃下人肉，但宙斯早已識破此伎倆便動怒之際將呂卡翁變成狼作為懲處。　
臨床上的化獸妄想則是一種精神疾病，病患相信他能夠或曾經變身成動物，並做出動物的行為。此疾病或稱為變狼妄想症，以和傳說中的化狼術區別。